# Lankower Seeufer, Grammsee und Umgebung
Das Lankower Seeufer, Grammsee und Umgebung ist ein Naturschutzgebiet in den schleswig-holsteinischen Gemeinden Ziethen und Mustin im Kreis Herzogtum Lauenburg.

## Allgemeines
Das knapp 195 Hektar große Naturschutzgebiet ist unter der Nummer 160 in das Verzeichnis der Naturschutzgebiete des Ministeriums für Energiewende, Landwirtschaft, Umwelt und ländliche Räume eingetragen. Es wurde 1994 ausgewiesen (Datum der Verordnung: 8. November 1994). Das Naturschutzgebiet ist Bestandteil des FFH-Gebietes „Wälder und Seeufer östlich des Ratzeburger Sees“ und des EU-Vogelschutzgebietes „Schaalsee-Gebiet“. Nach Norden grenzt es direkt an das Naturschutzgebiet „Lankower See“ in Mecklenburg-Vorpommern. Nach Süden schließt sich das Naturschutzgebiet „Salemer Moor mit angrenzenden Wäldern und Seen“ an. Zuständige untere Naturschutzbehörde ist der Kreis Herzogtum Lauenburg. Dem Naturschutzgebiet kommt eine wichtige Verbindungsfunktion zwischen der Seenkette Ratzeburger See – Schaalsee und der Garrenseerinne mit dem Salemer Moor zu.
Das Naturschutzgebiet wird vom Zweckverband „Schaalsee-Landschaft“ und dem Eigenbetrieb Kreisforsten Herzogtum Lauenburg betreut. Es grenzt nach Westen und Osten an landwirtschaftliche Nutzflächen. Im Süden grenzt es an die Bundesstraße 208, die es auch vom Naturschutzgebiet „Salemer Moor mit angrenzenden Wäldern und Seen“ trennt. An Südwestrand des Naturschutzgebietes verläuft ein Wanderweg.

## Beschreibung
Das Naturschutzgebiet liegt östlich von Ratzeburg im Naturpark Lauenburgische Seen. Es ist Teil des Grünen Bandes entlang der ehemaligen innerdeutschen Grenze und stellt das Gebiet am Südufer des Lankower Sees, den knapp 16 Hektar großen Grammsee und die überwiegend von Laubwaldbeständen geprägten Bereiche zwischen und südlich der beiden Seen unter Schutz. Nach Westen schließt sich eine Grünlandfläche an, die extensiv mit Rindern beweidet wird. Im Süden liegt mit dem Baalen-Moor ein kleines Kesselmoor im Naturschutzgebiet. Die Waldgebiete, die früher intensiv forstwirtschaftlich genutzt wurden, sind infolge der Unterschutzstellung des Gebietes in naturnahe Laubwälder umgebaut worden. Sie sollen sich selbst überlassen werden und natürlich entwickeln können. Auch der Grammsee, der bis Ende 1995 fischereilich genutzt wurde, wird nicht mehr bewirtschaftet. Er ist von einem Erlenbruchwald umgeben, zu dem sich Grauweiden und Moorbirken gesellen. Stellenweise sind schmale Seggen- und Röhrichtgürtel mit Sumpfsegge und Schilfrohr zu finden. In ruhigen Buchten siedeln Seerose und Gelbe Teichrose. Der Grammsee ist Lebensraum u. a. von Hecht, Moderlieschen, Steinbeißer und Quappe. Weiterhin kommen Schleie, Rotfeder, Plötze und Flussbarsch vor. Die den See umgebenden Schilfzonen und Waldgebiete sind Lebensraum von Rohrdommel, Rohrweihe, Teichrohrsänger, Rohrammer, Zwergtaucher, Pirol, Schlagschwirl und Sprosser.
Im Naturschutzgebiet wurden drei Kleingewässer angelegt, die als Laichhabitat für die Rotbauchunke dienen. Das Naturschutzgebiet dient so auch der Vernetzung der Lebensräume der Rotbauchunke, die u. a. auch im südlich liegenden Naturschutzgebiet „Salemer Moor mit angrenzenden Wäldern und Seen“ vorkommt.

## Fotos

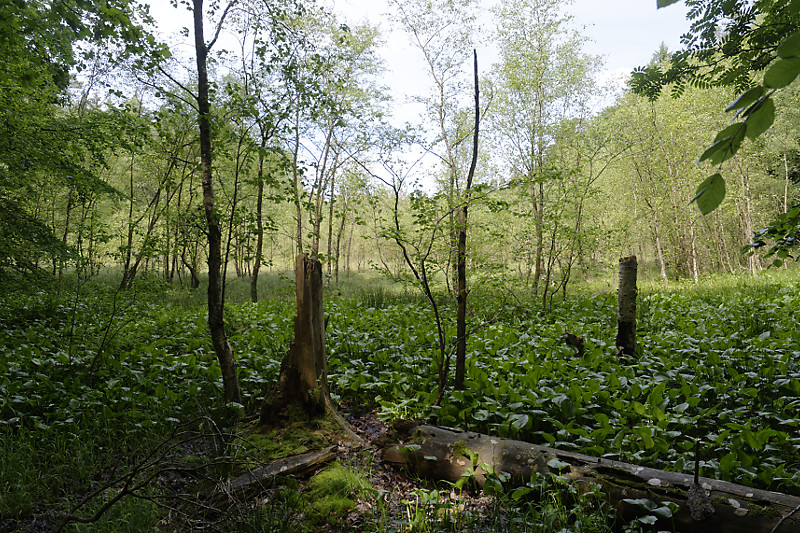
Baalen-Moor
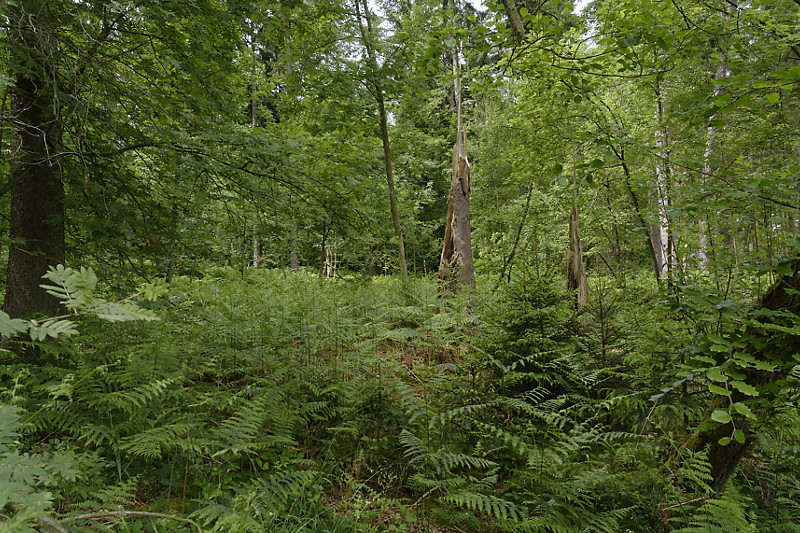
Mischwald
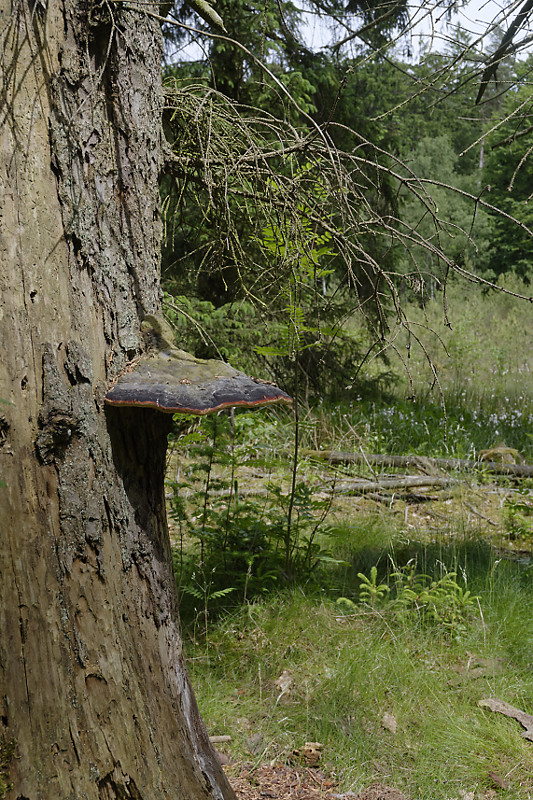
Totholz als wichtiger Bestandteil im Kreislauf des Lebens